# Du Pont Model G
Pour les articles homonymes, voir DuPont.
 (juin 2023).
La Du Pont Model G est une automobile de luxe du constructeur automobile américain Du Pont Motors (en), produite à 273 exemplaires entre 1929 et 1932.

## Histoire
Ce modèle de luxe succède au Modele E de 1927, avec le premier moteur 8 cylindres en ligne de la marque, de 5,3 litres pour 114 à 130 ch,, pour 185 km/h de vitesse de pointe. 

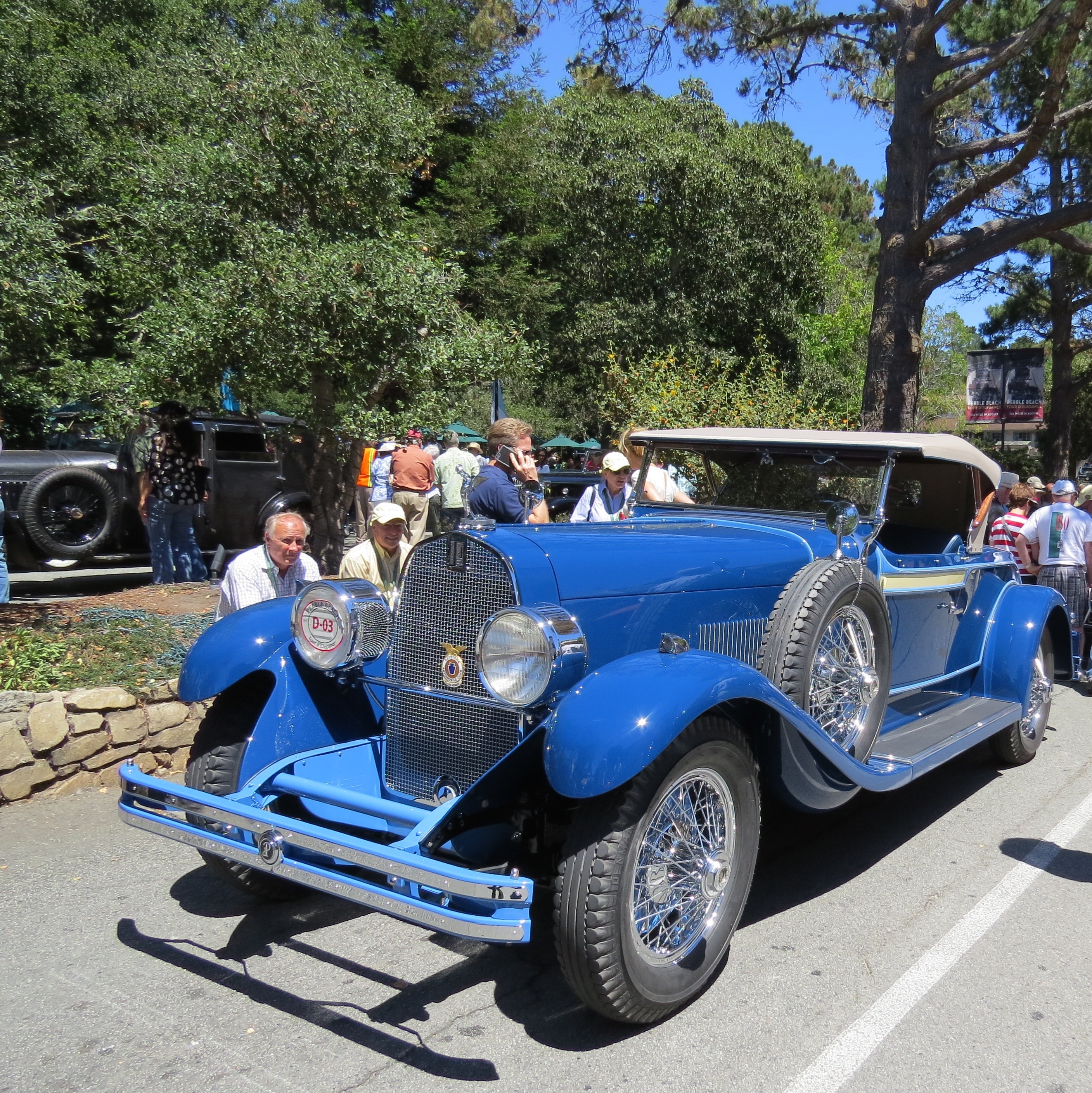
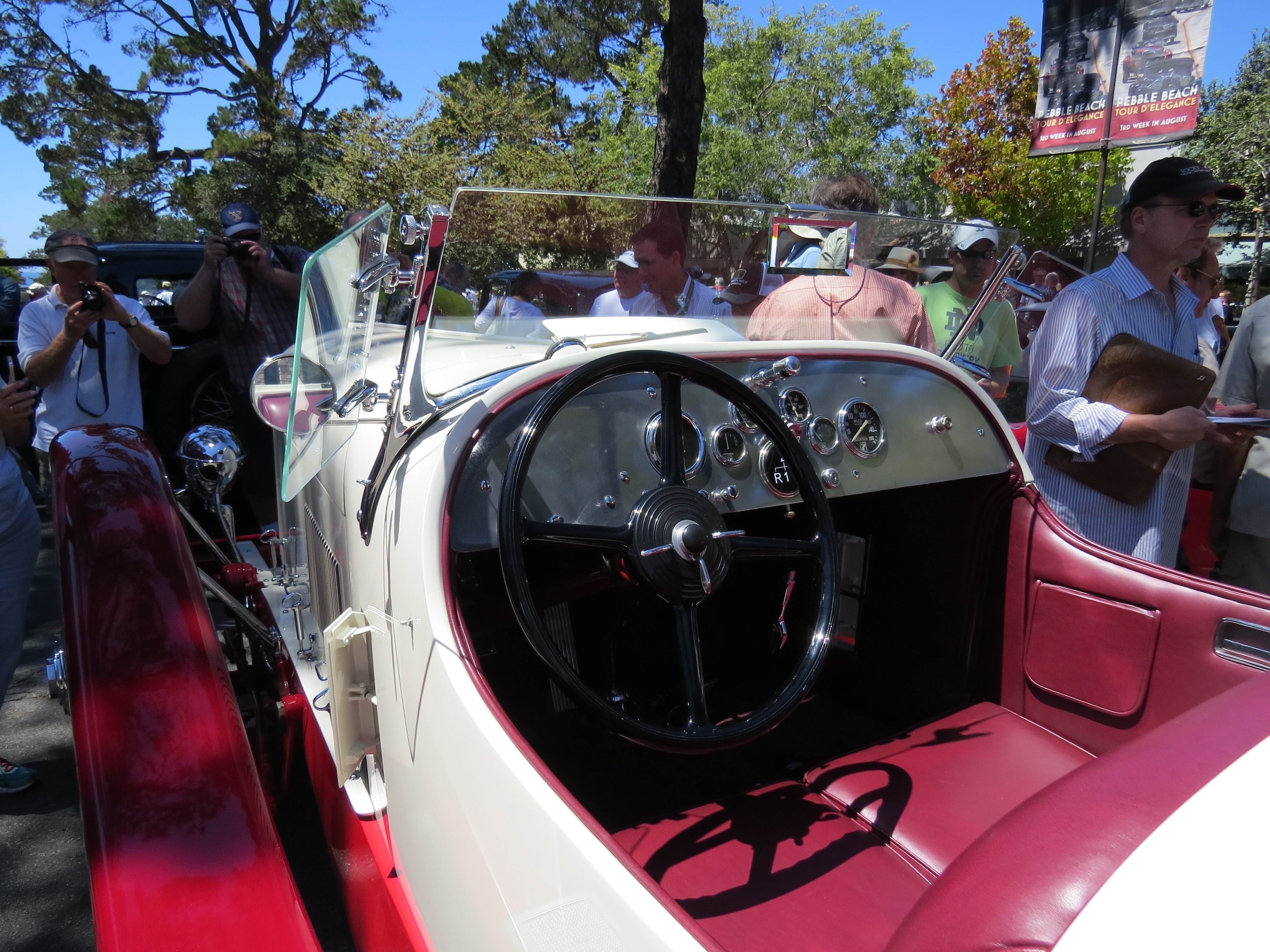
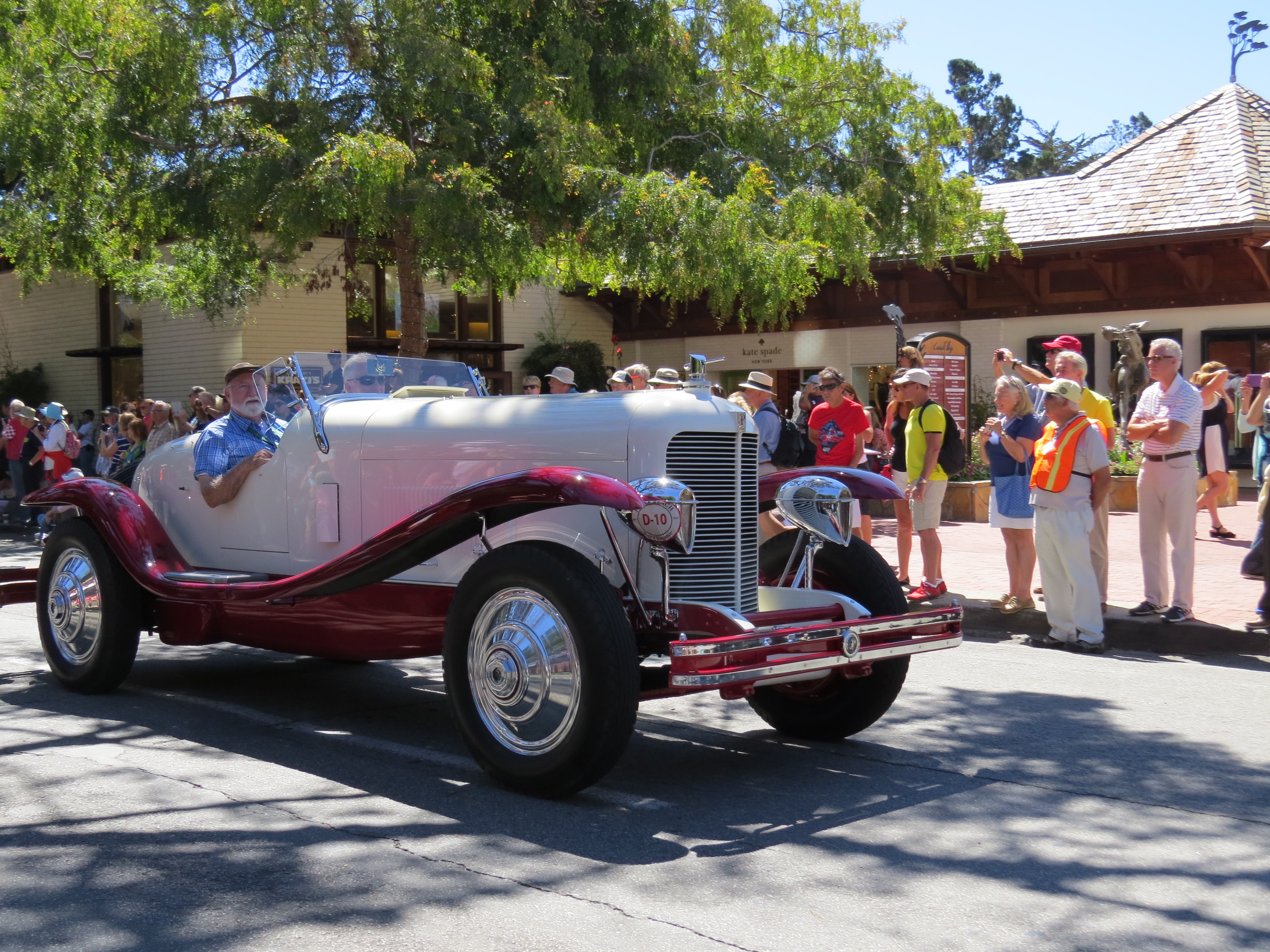

Elle est carrossée par de multiples types de carrosseries : tourisme, cabriolet, roadster, sport phaeton, Club Sedan, Club Berlinesport, Victoria, limousine, course, etc. avec amortisseurs et freins hydrauliques aux quatre roues,.
Elle rivalise entre autres avec des Packard Eight, Auburn Speedster, Cord L-29, Duesenberg J, Bentley 4½ Litre, Hispano-Suiza H6, Bugatti Type 46, Delage D8 ou Avions Voisin C14 de l'époque, etc.
Le model H lui succède en 1930.

## Compétition

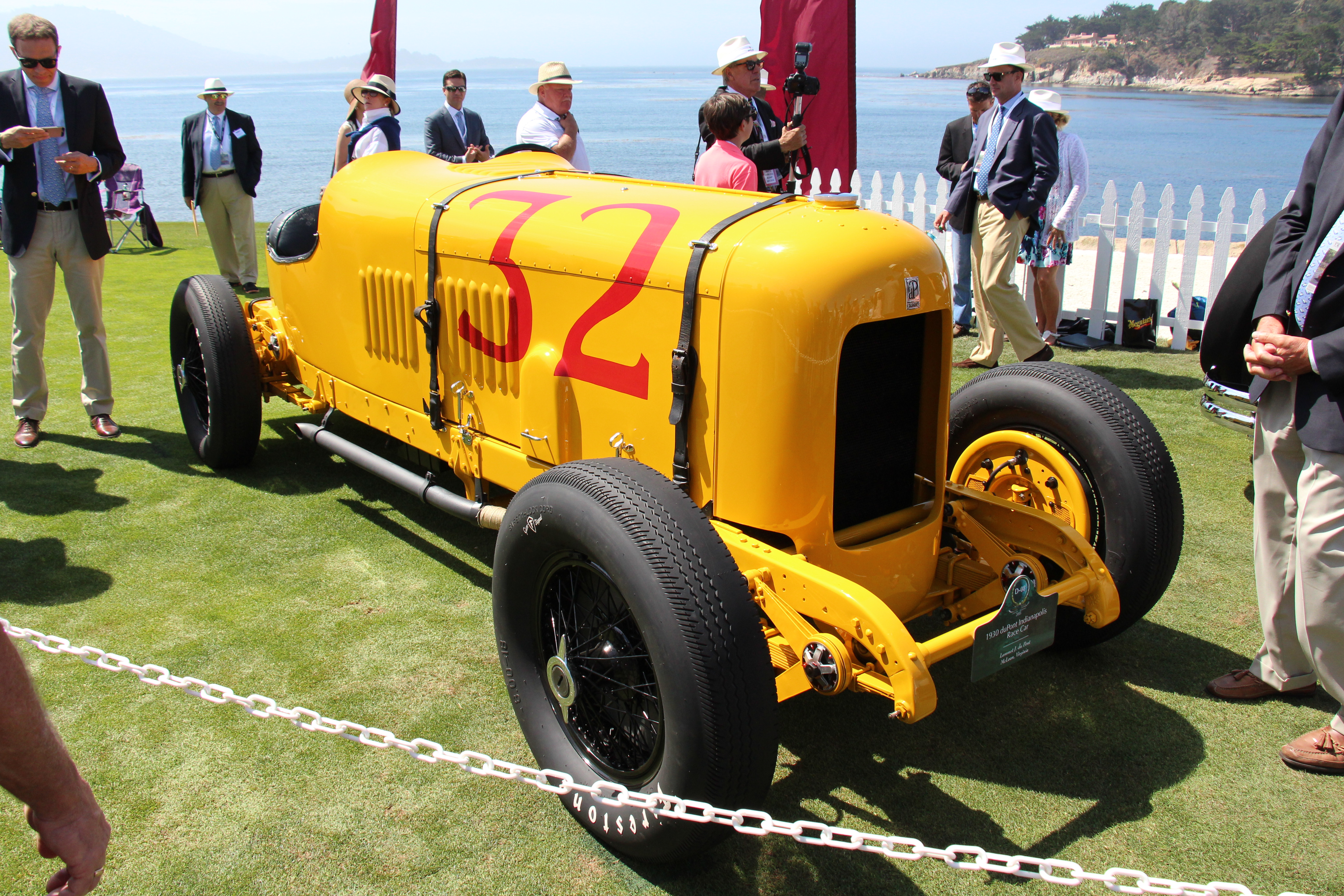
Du Pont Type SG1 n°32 des 500 miles d'Indianapolis 1930.

Ce modèle participe à quelques compétitions sans succès, dont :
- les 24 Heures du Mans 1929 : la N°2 occupe la 8e place avant abandon.
- les 500 miles d'Indianapolis 1930 : le modèle SG1 N°32 abandonne au 22e tour.